# 塞托人
塞托人是居住在愛沙尼亞東南部和俄羅斯西北部的原住民族。塞托人大多信仰東正教，并讲塞托語。塞托语（如同爱沙尼亚语和芬兰语）屬烏拉爾語系中的芬兰语支。塞托人寻求更广泛的承认，不愿认为他们的语言是爱沙尼亚语的一种方言。除了东正教之外，传统的民间信仰也被塞托人广泛推崇及支持。
現在全世界大約有15000塞托人，大多居住在传统的塞托地区，现今分属愛沙尼亞東南部（珀尔瓦县和沃鲁县）和俄羅斯西北部地區（普斯科夫州的佩乔雷区）。塞托人在普斯科夫州是一个官方认定的受保护的少数民族。

2016年塞托文化节时的情景
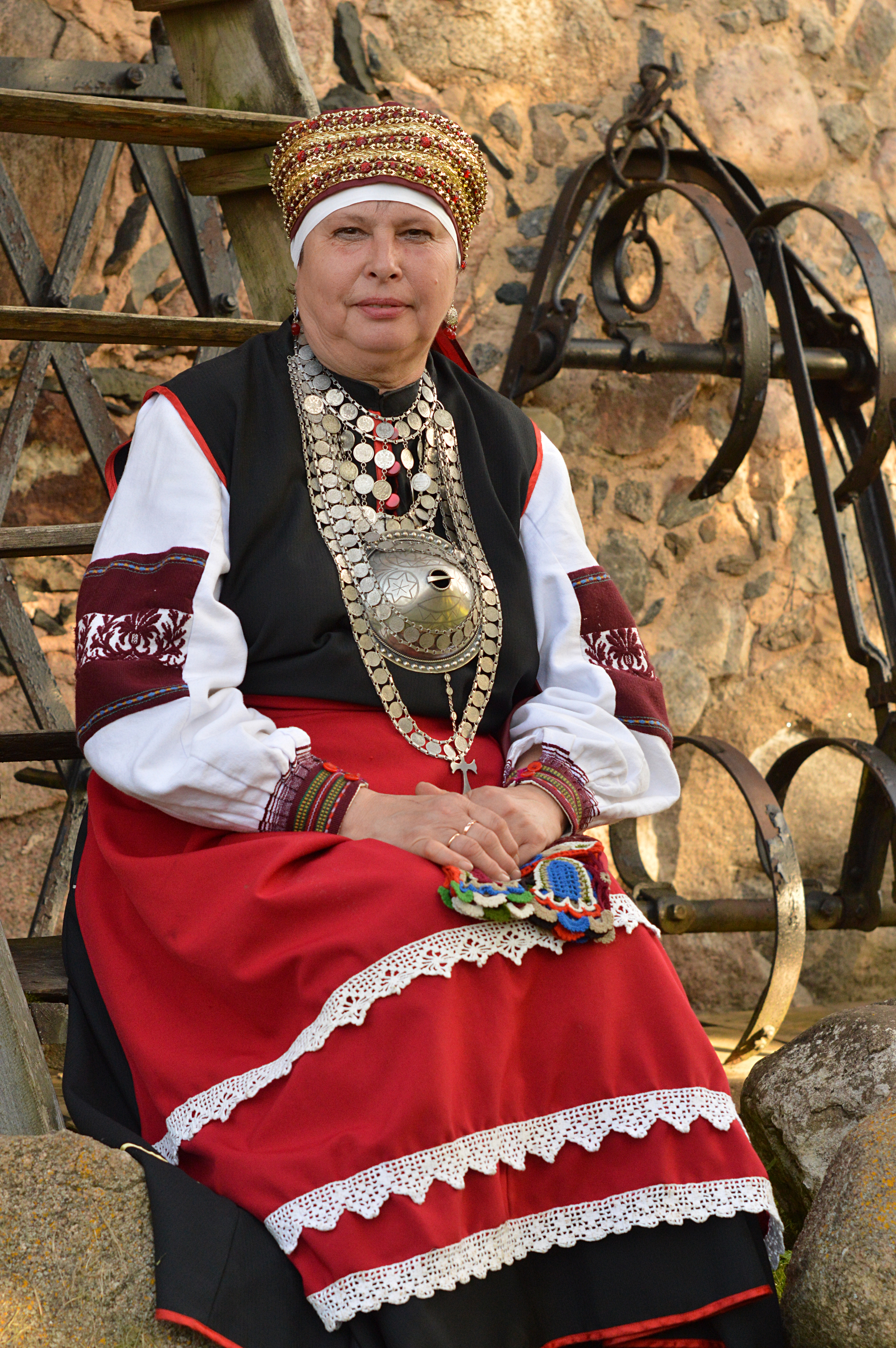
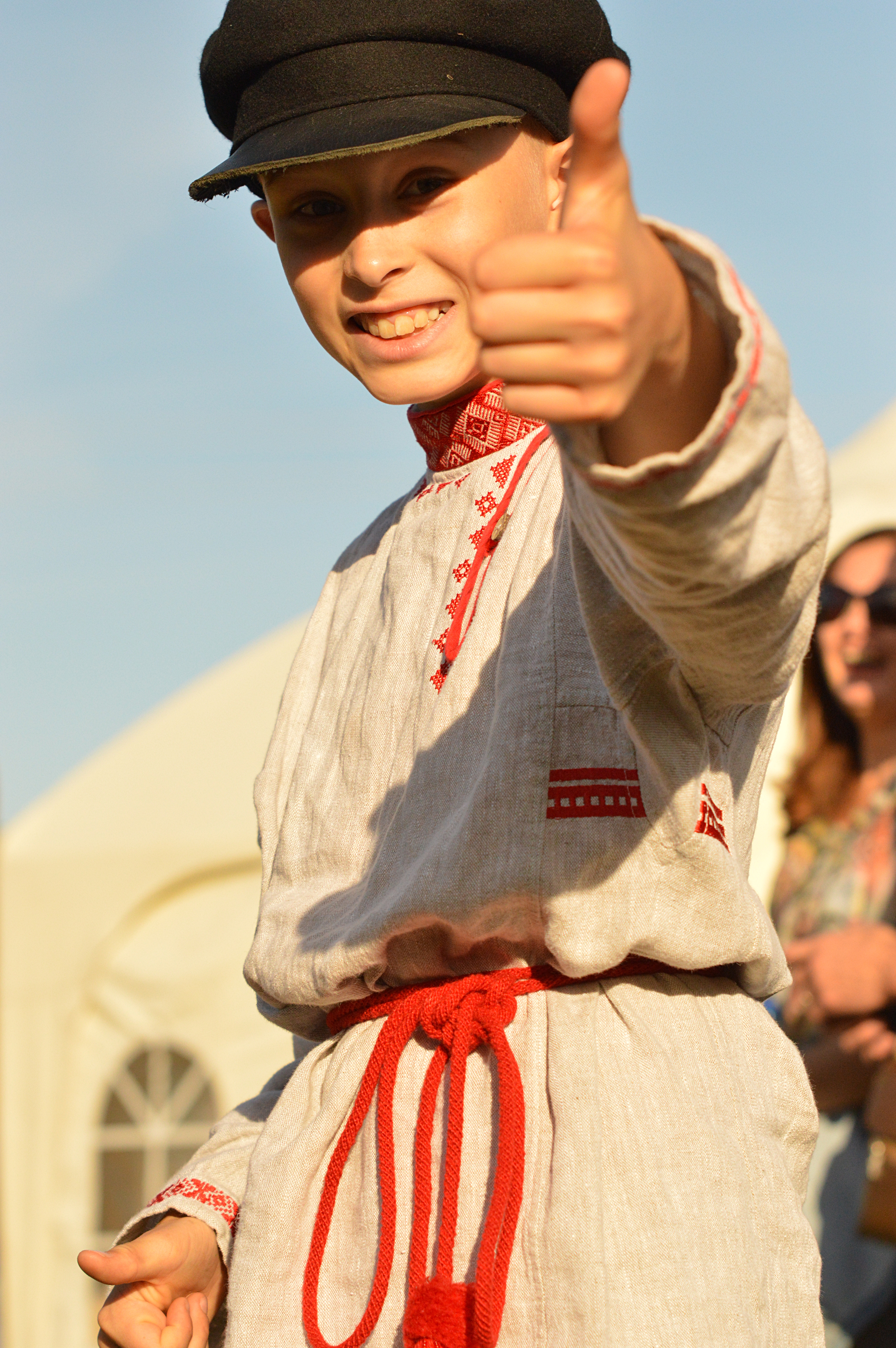
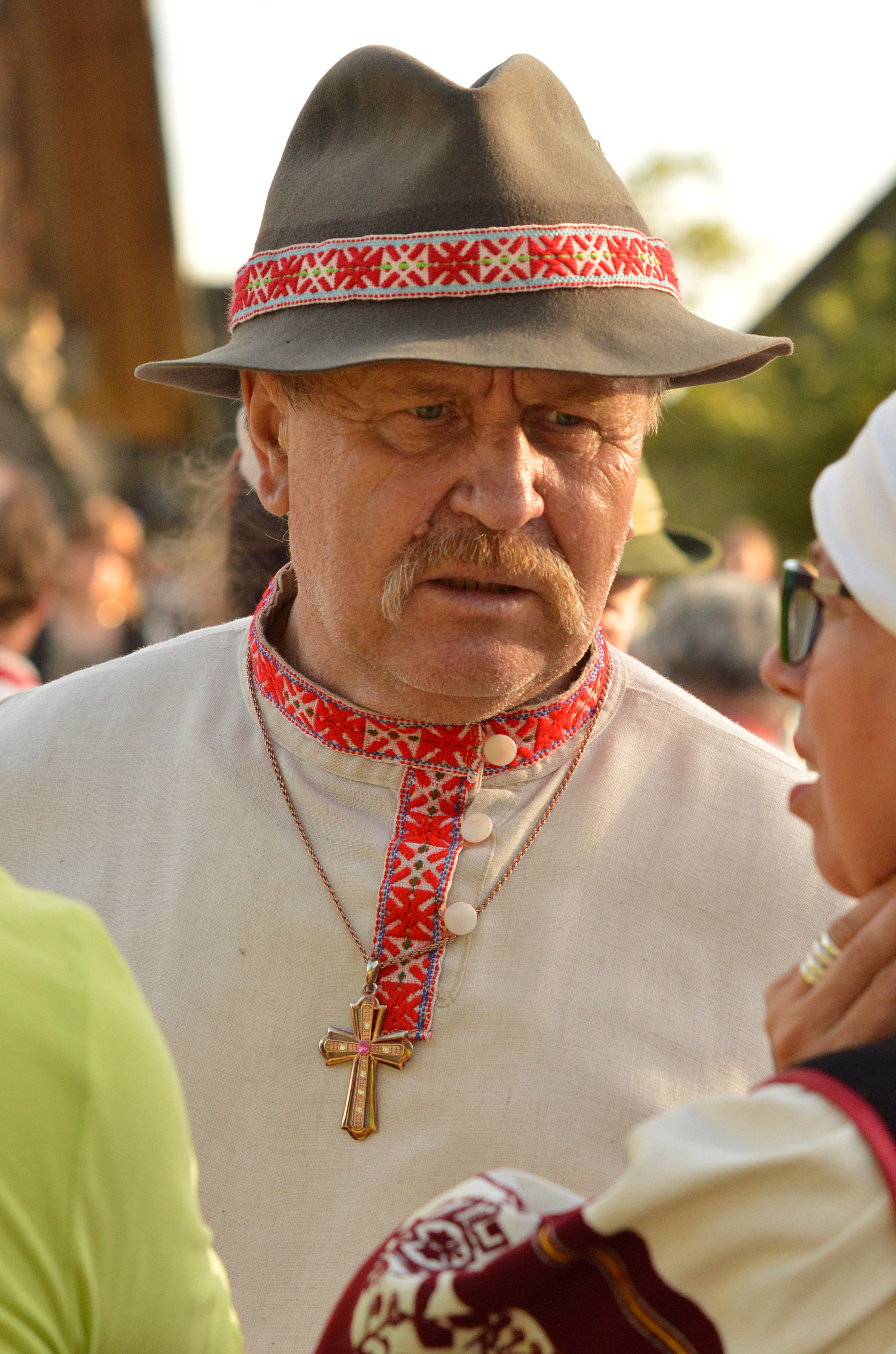
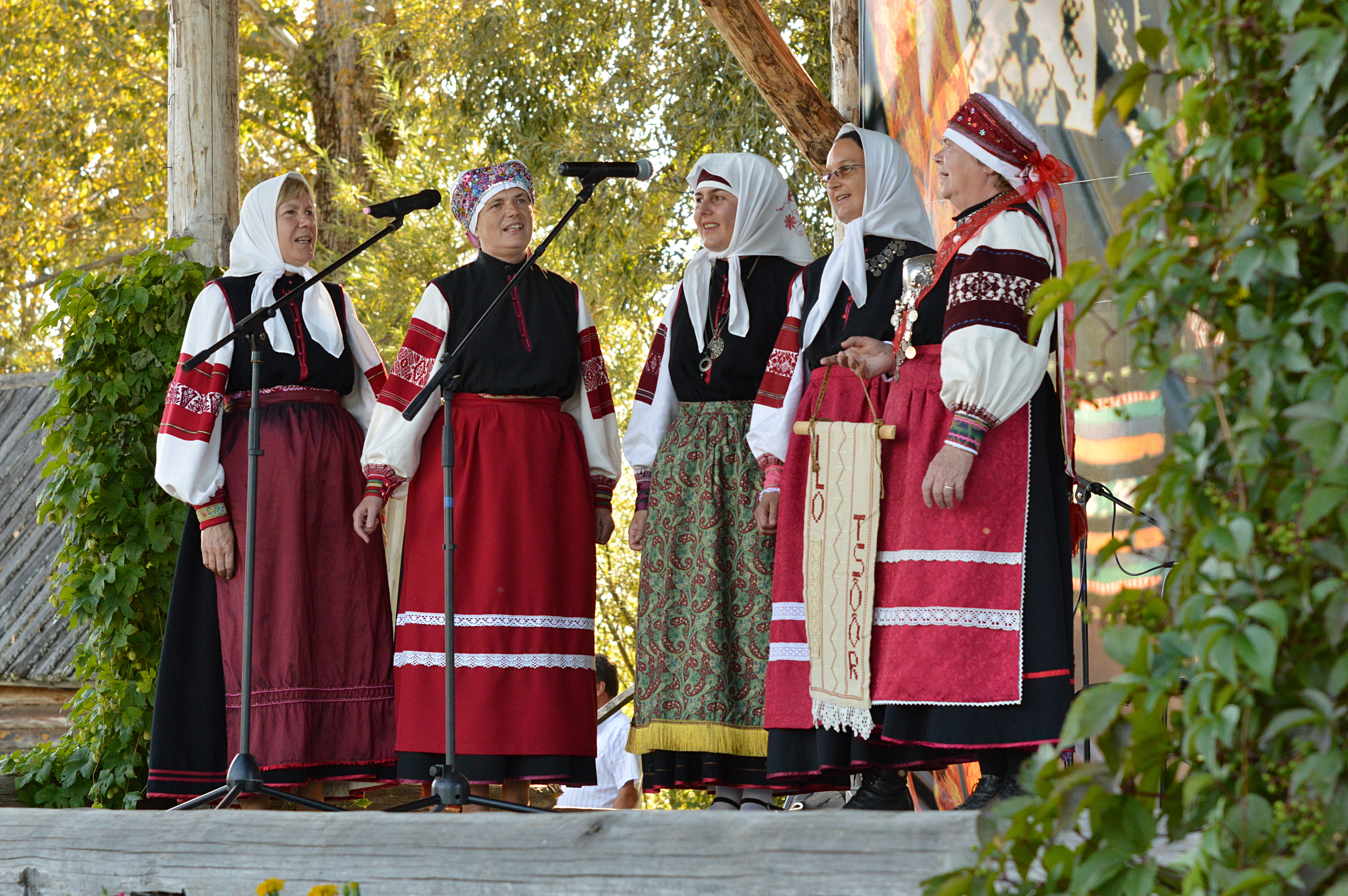
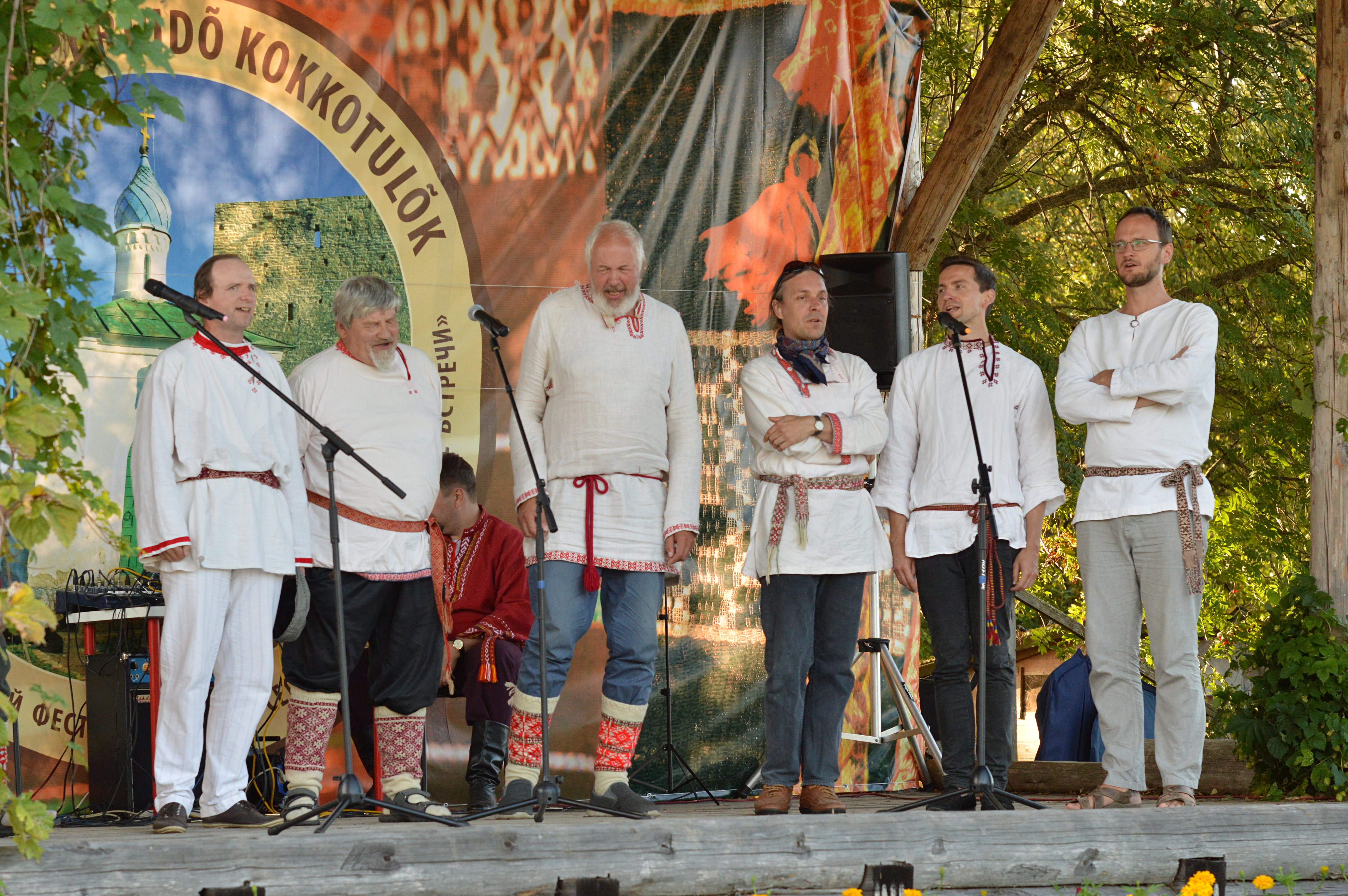
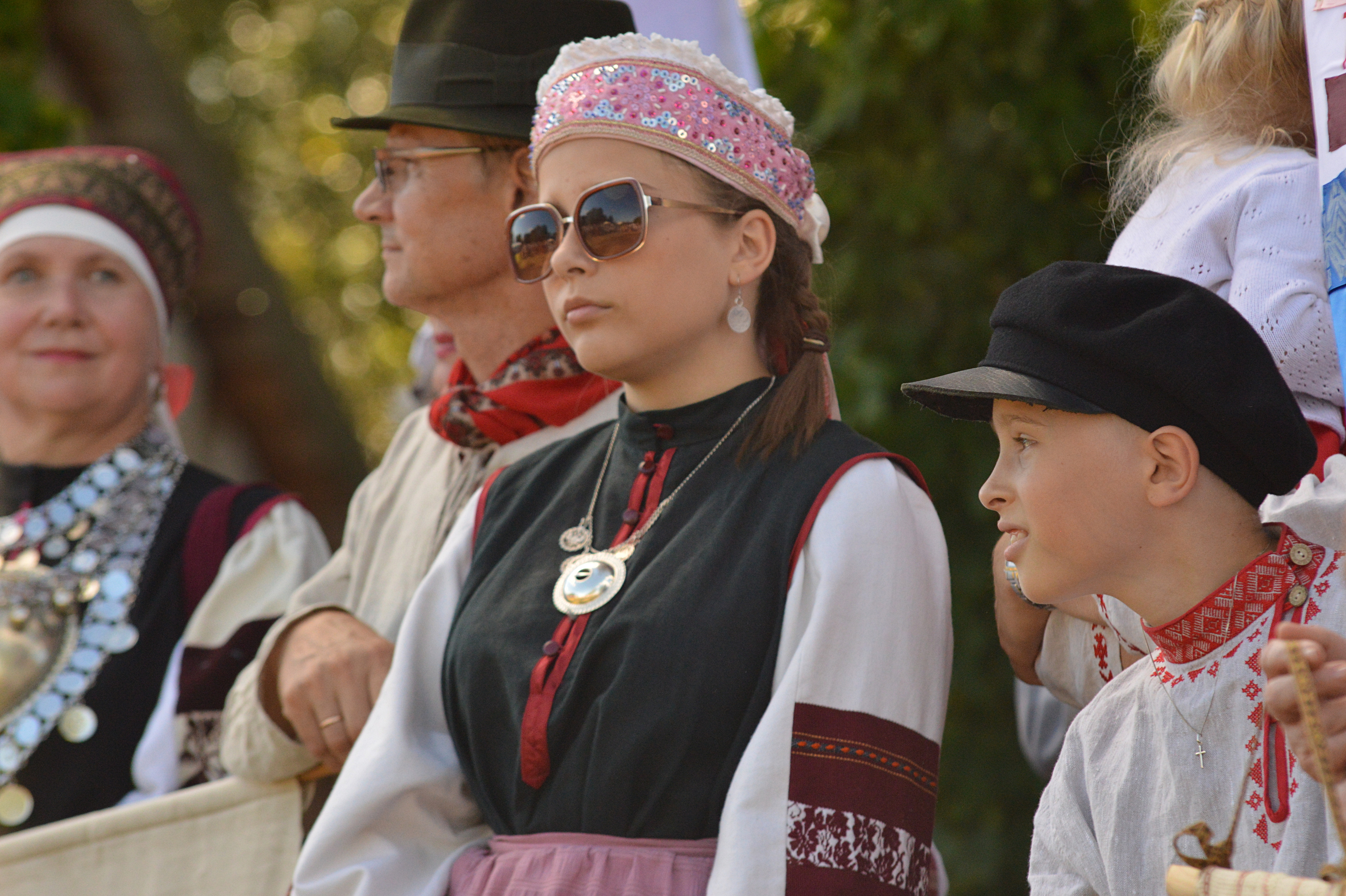

## 民俗节日
塞托人作为希腊正教的分支俄罗斯东正教的信徒，在民族节日的界定上采取同俄罗斯东正教会一样的儒略历（旧历），较现行的公历（格里高利历）而言晚13天。多数塞托人的民族节日都来自于东正教宗教节日，但是因为爱沙尼亚人的影响，也有一部分节日源自于天主教或路德宗的传统。有据可查的塞托民族节日多达65个，其中少于一半具有广泛的知名度与重要性。
圣安东尼节（Tennüspäiv），儒略历1月17日，源自于南爱沙尼亚地区，未见于俄罗斯东正教会。圣安东尼在塞托地区和爱沙尼亚被视为猪的保护者，因此这一天的习俗与禁忌都与猪有关。禁忌包括禁止妇女纺纱与编织，因为据说如此象征着对猪肠胃的损害。习俗包括进食猪头肉、将家猪赶出圈外沐浴日光等。
蜡烛节（Kündlepäiv），儒略历2月2日，被认为是冬天中最冷的一天，习俗上这一天需多备出一半的口粮和三分之一的牲畜饲料。在宗教历法中这一天未圣母玛丽亚节，塞托人会在这一天前往教堂，并在教堂和家中点燃蜡烛。
谢肉节（Maasenits），大斋期（四旬斋）前一星期。其习俗既受爱沙尼亚路德宗节日忏悔节的影响，也受俄罗斯东正教节日谢肉节的影响。肉食已经和大斋期期间一样禁食，但是奶食尚无禁忌。同俄罗斯人一样，这一天最流行的食物是煎饼。四旬斋期间禁止歌舞娱乐，故而部分塞托人村落也将这一天当作歌舞节日。
圣灰节（Tuhapäiv），四旬斋首日。天主教的习俗为在额头上以灰画十字，塞托人则将灰洒入庭院，祈愿作物生长。习俗上这一日适宜施肥。年轻女子剪发掷入羊圈三次，以此祈愿头发生长。
闰年日（Võssakoos），2月29日，源自俄罗斯历法，指闰年时多出来的一天，也是圣徒卡西扬的节日。这一天在塞托文化中有关禁忌，如果在这一天看到森林则森林将干枯，看到人群则将有瘟疫或饥馑。
四十殉道者日（Sorokasveet），儒略历3月9日，是东正教历法中纪念古罗马时代四十位殉道士兵的节日。塞托人在这一天的习俗与斯拉夫人相同，认为将有四十只鸟向南飞去，象征候鸟南迁的开始。这一日烘烤四十个面包，一部分献祭于鸟雀，祈愿它们夏季不要偷食庄稼，一部分与村人分食。
老妇节（Paabapäiv），四旬斋期第四周的星期三，同样源自俄罗斯历法。被认为是女性的节日，男性需承担家务。或谓不可接触烤炉，否则将导致夏季劳作时的伤痛。
圣母领报节（Kapstmaar’apäiv），儒略历4月7日，宗教上纪念圣母玛丽亚受胎耶稣。民俗上作为女性的节日，禁止数项女性家务工作。此日尚在四旬斋期中，在该地区卷心菜是四旬斋期最重要的食物之一，所以在整个南爱沙尼亚地区，这一天也被称为卷心菜圣母节。
棕枝主日（Urbõpäiv），复活节前一周。这一天从教堂带回被祝圣过的柳枝，供奉在圣像之前。儿童和少女在这一天需用柳枝轻打唤醒。圣周四和圣周五，四旬斋期最后一周的星期四和星期五，斋期最严格的日子。饮食、娱乐、工作等在此日多有禁忌。
复活节（Lihavõõdõh），节日长达三天。首日根据习俗要在各村落中荡秋千。饮食习俗则在复活节进食鸡蛋，鸡蛋需要用各种花草染色，而红色不可或缺。在荡秋千的场地旁边还专门设有场所，供年轻男子以鸡蛋相撞击，这项游戏也是节日的一部分。
圣乔治节（Jüripäiv），儒略历4月23日，殉道者圣乔治的节日，在塞托人中被认为是各种动物，尤其是马的守护神。圣乔治因其在白马上屠龙的形象而著称。此日不进行农业活动，但是要将马匹架至教堂旁边，由神父祝福。
圣尼古拉节（Migulapäiv) ，儒略历5月22日，米拉主教圣尼古拉斯的纪念日。他被认为是农业与畜牧的守护圣人，从前佩乔雷修道院尼古拉教堂的圣像前会供奉许多面包。这一仪式塞托人和本地的俄罗斯人都会参加。
升天节（Ristipäiv），复活节后40日，宗教上纪念耶稣升天，民俗上则禁止农活，据称此日折断的树枝会流出血液。年轻女性从前会在这一天和圣母节努力进入佩乔雷修道院参与祝福。
夏节（Suvistõpühi），复活节后50日，即宗教上的圣灵降临节。民俗上则被作为夏季的中点，绿色的桦树枝被放入房间。床头食物为酪乳和染成黄色的鸡蛋。这一天也被用于纪念先祖。
圣约翰节（Jaanipäiv），儒略历7月7日，施洗者圣约翰的纪念日。传统上需要点燃篝火，祈求健康预测命运。同夏节一样需往房屋内带入桦树枝。在塞托地区有专门与这个节日有关的圣地，即Miikse地区的圣约翰石，在此日需向其浇灌牛奶献祭，这一传统流传至今日。
圣彼得节（Peetripäiv），儒略历7月12日，原本在这一天也要点燃篝火，后来这一习俗仅在圣约翰节保留。
莫拉节（Mõlapäiv），圣彼得节后一天。莫拉教堂的落成纪念日，在爱沙尼亚生活的塞托人也有在这一天前往俄罗斯联邦境内的伊兹博斯克附近的莫拉教堂的习俗，据称可治愈眼疾。
帕拉斯科夫节（Päätnits），圣伊利亚节前的周五。纪念殉道者帕拉斯科夫，他是塞托地区一处重要教堂的主保圣人，此日塞托人擎起圣像和十字架围绕教堂巡行，并用奶制品作为奉献。
圣伊利亚节（Jakapäiv或Iljapäiv），儒略历8月2日，纪念升天的圣徒圣伊利亚。习俗上不可做农活，以防引来雷劈。
圣安娜节（Annõpäiv），儒略历8月7日，纪念圣母玛利亚之母安娜，后者被塞托人视为羊的守护神，故献祭羊毛。
救主节（Paasapäiv），儒略历8月19日，将蔬菜与蜂蜜献祭与教堂。按照习俗，这一日之前不可进食苹果。
圣劳伦斯节（Labõritspäiv），儒略历8月23日，俄罗斯东正教历法中并无这一节日。塞托人的习俗中和爱沙尼亚人相同，认为圣劳伦斯是火的主宰。所以这一天不可点燃炉火。
圣母升天节（Suur Maarjapäiv），儒略历8月28日，是佩乔雷修道院的重要节日，传统上塞托人会在这一天进入修道院并参与圣像和十字架巡行。
罗拉节（Rõllapäiv），儒略历8月31日，俄罗斯教会殉道者弗罗洛和拉夫洛的殉道日，和俄罗斯传统相同，对于塞托人而言这一天是马匹的节日。
圣母圣诞节（Väikene maarjapäiv），儒略历8月21日，主要习俗是前往教堂。
圣十字节（Viissenja），儒略历9月27日，塞托人和俄罗斯人一样认为这一天是蛇虫入土冬眠的日子，爱沙尼亚人则认为圣母圣诞节是这样的日子。
圣米迦勒日（Mihklipäiv），儒略历10月14日，塞托人从9月29日就开始庆祝这一节日，后者被称为乡村米迦勒节。同爱沙尼亚人一样，这一天是农活和放牧的截止日。
圣马丁节和圣卡特琳节，公历11月10日和25日，不是东正教历法中的节日，而是来源于路德宗爱沙尼亚人的影响。
圣安娜斯塔西亚节（Nahtsipäiv），殉道者安娜斯塔西亚的纪念日，其被认为是家畜的保护者。这一天可能在村落中聚众庆祝秋季收成。
秋季圣乔治节（Sügüsene Jüripäiv)，儒略历12月9日，是东正教历法中的重要节日，相对春季的圣乔治节而言并不显眼。
冬季圣尼古拉节（Talvinõ Migulapäiv），儒略历12月19日，圣尼古拉斯去世纪念日，对塞托人而言有进食鱼类食物的习俗。
圣诞节（Talsipühi），儒略历1月7日，习俗包括将树枝置于房间中和前往教堂等。
三王节（Viiristminõ），儒略历1月19日，在东正教历法中纪念基督在约旦河中的受洗，对于塞托人而言意味着为期两周的圣诞节假期的结束。